# رقص روی شیشه
رقص روی شیشه مجموعهٔ تلویزیونی ایرانی در ژانر درام عاشقانهٔ به کارگردانی مهدی گلستانه است. فیلمنامه این مجموعه براساس طرحی از ابوالفضل کاهانی و به قلم طلا معتضدی نوشته شده و تهیه کنندگی آن بر عهدهٔ پیمان جعفری و بهرام رادان است. پخش این سریال از ۲۹ بهمن ماه ۱۳۹۷ آغاز شد و تا خرداد ۱۳۹۸ ادامه داشت.

## خلاصهٔ داستان
مجموعه رقص روی شیشه یک درام در سبک اجتماعی و عاشقانه در نکوهش مهاجرت و در ستایش خانواده است. رعنا و یغما، زندگی خوب و عاشقانه‌ای دارند، اما زندگی‌شان را سایه رازهایی که پنهان کرده‌اند، تهدید می‌کند و همین پنهان‌کاری، ماجراهای هولناکی را برایشان رقم می‌زند.

## بازیگران
| بازیگر          | نقش          | توضیحات                                                                                            |
| --------------- | ------------ | -------------------------------------------------------------------------------------------------- |
| بهرام رادان     | یغما نامدار  | طراح داخلی، همسر رعنا، برادر ناتنی سیاوش                                                           |
| مهتاب کرامتی    | رعنا رخشان   | نقش اصلی، بازیگر، همسر یغما، خواهر کامران، ماکان، دریا                                             |
| امیر آقایی      | ادریس ملک    | عاشق رعنا، همسر محدثه، داماد میرخان، هم دانشکده ای سابق لی‌لی، رعنا و یغما، رئیس لی‌لی، سیاوش و دریا |
| میترا حجار      | لی‌لی شهباز   | دوست رعنا، قاتل اکلیلی، همسر دوم میرخان، کارمند ادریس                                              |
| هدی زین‌العابدین | دریا رخشان   | همسر سیاوش، خواهر کامران، رعنا و ماکان                                                             |
| حامد کمیلی      | سیاوش نامدار | برادر ناتنی یغما، همسر دریا                                                                        |
| مهرداد صدیقیان  | ماکان رخشان  | برادر رعنا، کامران، دریا                                                                           |
| اکبر زنجانپور   | میرخان جلیلی | پدر محدثه، مطهره، صابر                                                                             |
| بیتا فرهی       | سیمین اقبالی | مادر کامران، رعنا، ماکان، دریا، عاشق و همسر رضا                                                    |
| ستاره اسکندری   | محدثه جلیلی  | دختر میرخان، همسر ادریس                                                                            |
| سحر قریشی       | رویا اکلیلی  | وکیل یغما                                                                                          |
| علیرضا زمانی‌نسب | کامران رخشان | برادر رعنا، ماکان و دریا، بوکسور، ملقب به تایسون                                                   |
| همایون ارشادی   | رضا بهاری    | عاشق و همسر سیمین                                                                                  |
| ترلان پروانه    | نگار         | دوست دختر ماکان، کلاهبردار                                                                         |
| نگار فروزنده    | مینا (مامی)  | دوست ماکان، آرایشگر سیمین                                                                          |
| بابک جهانبخش    | باربد        | |
| احسان عباسی     | سعید         | نوچه میرخان                                                                                        |
| خسرو بامداد     |              | پدر لی لی                                                                                          |
| سیاوش چراغی پور | سیروس        | قمارباز، دوست ادریس و سیاوش                                                                        |
| ابوالفضل میری   | مانی         | نقاش                                                                                               |
| سید جواد یحیوی  | رضا          | کارگردان                                                                                           |
| بیژن افشار      | حبیب نامدار  | پدر یغما و سیاوش                                                                                   |
| شراره دولت‌آبادی |              | |
| عیسی یوسفی پور  | نخجوان       | کارگر کافه و دوست ماکان                                                                            |
| نگین معتضدی     |              | |
| مژگان ربانی     |              | |
| کیارش حقگو      |              | |
| مجتبی واشیان    | واشیان       | دستیار کارگردان، جاسوس لیلی                                                                        |
| نسیم فروغ       |              | پزشک کمپ ترک اعتیاد                                                                                |
| مهوش صبرکن      |              | |
| سید بهزاد حسینی |              | |
| شمیم شریفی راد  |              | |
| پرنیا کربلایی   |              | |
| آرش یزدان       | بازیگر       | آژان                                                                                               |

## تغییر بازیگران و پایان پخش
سعید کنگرانی قرار بود ایفاگر نقش پدر رعنا (مهتاب کرامتی) باشد که کنگرانی در ۲۳ شهریور ۱۳۹۷ به علت ایست قلبی درگذشت و نتوانست جلوی دوربین برود و نقش وی پس از مرگ او حذف شد.
پس از اعلام شکایت بهرام رادان و دیگر بازیگران سریال از شرکت پخش‌کننده این سریال و توضیح شرکت پخش‌کننده دربارهٔ اتفاقاتی که برای این سریال رخ داده، بهرام رادان با انتشار پستی گفت که پس از چند هفته از شروع فیلم‌برداری و پرداخت نشدن مطالبات بازیگران، کم‌کم بازیگران دیگر سر صحنه فیلم‌برداری نرفتند و کارگردان این سریال، قسمت‌های بعدی آن را با به‌هم چسباندن سکانس‌هایی که پیش‌تر فیلم‌برداری کرده بود منتشر کرد؛ اتفاقی که باعث شد سریال در قسمت دوازدهم با اعلام پایان فصل اول تمام شود.
در پایان فصل اول سریال، پس از استفاده از صحنه‌های فیلم‌برداری شده قبلی، ادامه داستان به صورت روایت برای مخاطب خوانده شد.